# أوثونوي (كيركيرا)
أوثونوي (Οθωνοί) هي مدينة في كيركيرا في مقاطعة كينتريكي إلادا في اليونان.
يبلغ عدد سكانها حوالي 950 نسمة.

## المناخ
يظهر الجدول التالي التغييرات المناخية على مدار السنة لأوثونوي:
| البيانات المناخية لـأوثونوي | البيانات المناخية لـأوثونوي | البيانات المناخية لـأوثونوي | البيانات المناخية لـأوثونوي | البيانات المناخية لـأوثونوي | البيانات المناخية لـأوثونوي | البيانات المناخية لـأوثونوي | البيانات المناخية لـأوثونوي | البيانات المناخية لـأوثونوي | البيانات المناخية لـأوثونوي | البيانات المناخية لـأوثونوي | البيانات المناخية لـأوثونوي | البيانات المناخية لـأوثونوي | البيانات المناخية لـأوثونوي |
| الشهر                       | يناير                       | فبراير                      | مارس                        | أبريل                       | مايو                        | يونيو                       | يوليو                       | أغسطس                       | سبتمبر                      | أكتوبر                      | نوفمبر                      | ديسمبر                      | المعدل السنوي               |
| --------------------------- | --------------------------- | --------------------------- | --------------------------- | --------------------------- | --------------------------- | --------------------------- | --------------------------- | --------------------------- | --------------------------- | --------------------------- | --------------------------- | --------------------------- | --------------------------- |
| معدل هطول الأمطار مم (إنش)  | 140 (5.5)                   | 114 (4.5)                   | 92 (3.6)                    | 59 (2.3)                    | 40 (1.6)                    | 18 (0.7)                    | 12 (0.5)                    | 22 (0.9)                    | 66 (2.6)                    | 127 (5.0)                   | 173 (6.8)                   | 163 (6.4)                   | 1٬026 (40.4)                |
| المصدر: climate-data.org    |                             |                             |                             |                             |                             |                             |                             |                             |                             |                             |                             |                             |                             |